# Euptelea pleiosperma
Euptelea pleiosperma är en tvåhjärtbladig växtart som beskrevs av Joseph Dalton Hooker och Thomson. Euptelea pleiosperma ingår i släktet Euptelea och familjen Eupteleaceae. Inga underarter finns listade i Catalogue of Life.